# Atsinanana
Atsinanana er en region beliggende i den nordøstlige del af Madagaskar i den tidligere provins Toamasina. Den grænser til regionerne Analanjirofo mod nord, Alaotra-Mangoro mod vest, Vakinankaratra og Amoron'i Mania mod sydvest og Vatovavy-Fitovinany mod syd.
Atsinanana er inddelt i syv distrikter:
1. Antanambao Manampotsy (distrikt) (Antanambao Manampotsy)
2. Brickaville (distrikt) (Brickaville, Ampasimanolotra, Vohibinany)
3. Mahanoro (distrikt) (Mahanoro)
4. Marolambo (distrikt) (Marolambo)
5. Toamasina (distrikt) (Toamasina)
6. Toamasina II (distrikt) (Toamasina II)
7. Vatomandry (distrikt) (Vatomandry)

Regionshovedstaden er byen Toamasina, og befolkningen blev i 2004 anslået til 1.117.100 mennesker. Atsinanana har et areal på 21.934 km².

## Eksterne kilder og henvisninger
1. 1 2  Profile des marchés pour les évaluations d’urgence de la sécurité alimentaire p. 27, Eliane Ralison og Frans Goossens 2006 hentet 5. maj 2009

18°40′01″S 48°54′40″Ø / 18.66694°S 48.91111°Ø